# Melanchra adjuncta
Melanchra adjuncta är en fjärilsart som beskrevs av Jean Baptiste Boisduval 1841. Melanchra adjuncta ingår i släktet Melanchra och familjen nattflyn. Inga underarter finns listade i Catalogue of Life.